# گودلوو-کولونگا
گودلوو-کولونگا (به لاتین: Godlewo-Kolonia) یک روستا در لهستان است که در گمینا چژو واقع شده‌است.